# Pelidnota runica
Pelidnota runica är en skalbaggsart som beskrevs av Johannes von Nepomuk Franz Xaver Gistel 1850. Pelidnota runica ingår i släktet Pelidnota och familjen Rutelidae. Inga underarter finns listade i Catalogue of Life.